# ليندا بفايفر
ليندا بفايفر Linda Pfeiffer (ولدت في 25 يونيو 1948 في زولينجن) هي كاتبة ألمانية.
أثناء دراستها في كلية التربية في كولونيا توثقت العلاقة بينها وبين كل من رولف ديتر برينكمان ورالف راينر ريجولا، وأخرجت معها Undergroundfilme وعملت معهما في كتابة أنتولوجيا الأدب الشعبي Acid. عملت فيما بعد مدرسة بين عامي 1977 و 1979 في ريو دي جانيرو. وبجانب ذلك نشرت نصوصا نثرية وشعرية أدبية. وتعمل حاليا في مدرسة أساسية في كولونيا وتعيش إرفتشتات.

## من أعمالها
- أنا أبكي، أنا أضحك 1985
- حب أسود 1989